# ベッペ・フォルティ (小惑星)
ベッペ・フォルティ (6876 Beppeforti) は、小惑星帯に位置する小惑星の一つ。チーマ・エカールのアジアーゴ天文台で、アンドレア・ボアッティーニとマウラ・トムベッリによって発見された。アルチェトリ天文台で働いたイタリアの天文学者ジュゼッペ・フォルティ（en:Giuseppe Forti、BeppeはGiuseppeの愛称）から命名された。